# Arjona (Jaén)
Arjona es un municipio español de la provincia de Jaén, en Andalucía. Está situado a 44 km de la capital de la provincia, Jaén, y a 77 km de la ciudad de Córdoba. Su población es de 5376 habitantes (INE 2024) y tiene una extensión de 158,45 km². Pertenece a la comarca de la Campiña de Jaén. Su territorio es mayoritariamente agrícola, con gran predominio de olivar.
En el municipio nació en 1194 Mohamed ibn Yusuf Ibn Nasar, conocido como Alhamar y que sería el futuro primer rey nazarí de Granada. Nació en el Alcázar, actualmente hospital de San Miguel y conocido como la Casa del Rey.
Dispone de monumentos de gran interés como la Cripta del Barón de Velasco, panteón familiar en el templo parroquial de San Juan realizado con la intervención del arquitecto Antonio Flórez Urdapilleta; el Ayuntamiento, antiguo Hospital de San Miguel, con muestras de obras de pintores arjoneros, como Manuel Ramírez Ibáñez; el Aljibe almohade, antigua fortaleza árabe, así como diversos monumentos religiosos, entre ellos la iglesia de Santa María, la iglesia del Carmen, la Iglesia y la Torre de San Martín, donde la tradición sitúa en la Capilla del Sagrario el lugar donde oyó misa y comulgó Santa Teresa de Jesús, que pernoctó en el municipio de paso para sus Fundaciones en Andalucía, el Santuario de los Santos y de las Sagradas Reliquias, donde se veneraban las Sagradas Reliquias de San Bonoso y San Maximiano y actualmente sede del Museo de los Santos y La iglesia de San Juan, con retablo de Nuestra Señora de los Dolores, copatrona del municipio junto a San Bonoso y San Maximiano.
Una de sus festividades más importantes, junto a la del Viernes de Dolores son las Fiestasantos, declarada fiesta de interés turístico de Andalucía, en honor a San Bonoso y San Maximiano con jornadas en las que los diversos actos religiosos, deportivos, lúdicos y culturales se suceden del 11 al 24 de agosto con distintas tradiciones que se celebran desde antiguo. Sin embargo, el día más importante es el 21 de agosto, cuando tiene lugar la procesión con las imágenes y las reliquias de los santos.

## Historia

### La Arjona preromana

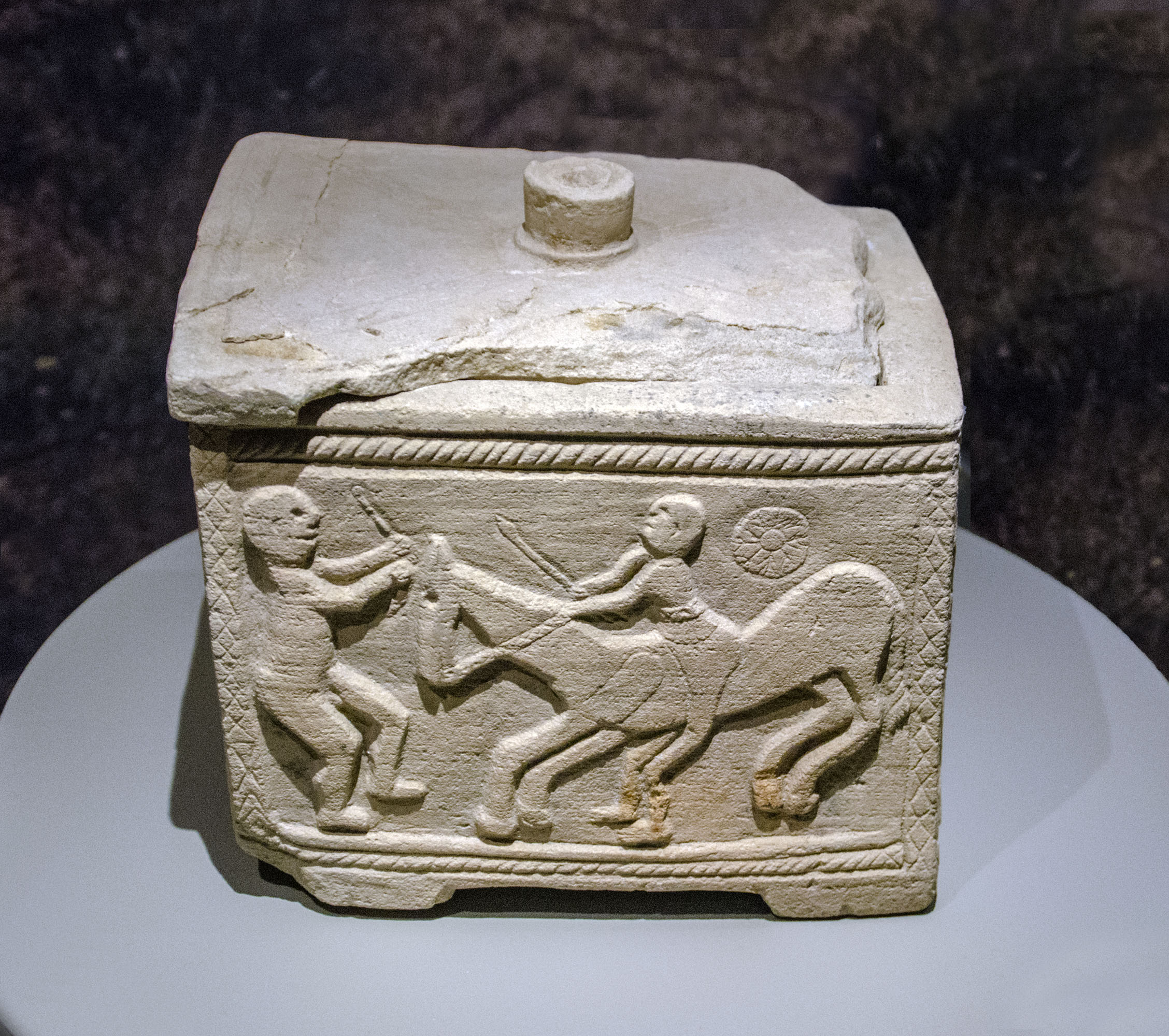
La caja de los Guerreros de la necrópolis ibera de Piquía, una excepcional urna funeraria con bajorrelieves diferentes en cada cara.

Arjona, topónimo que para algunos pude venir de la raíz líbio-fenicia Ur-Gabah, por ciudad excelsa, o griegas, Arge Bona por monte blanco, o iberas Argiu-ta. En el Atlante Español de Bernardo de Espinalt se atribuye su fundación a los Turdulos Andaluces llamados Melesos y Gerisenos, 550 años antes del Nacimiento de Christo. Corbul, dentro de su término, fue poblado ibérico y en él parece ser que se dio la batalla decisiva entre los escipiones y los cartagineses. En lo que hoy es la plaza de Santa María se localiza el primer poblado del Cobre-Bronce (3000 años a. C.). También está documentada la existencia de un oppidum ibérico. Sobre sus restos, levantaron los romanos nuevas defensas.
Del siglo I a. C. data la necrópolis íbera de Piquía, cuyos hallazgos se encuentran en el Museo Íbero de Jaén. Arjona se corresponde con la antigua Urgavo o Urgao Alba de época romana.

### Época romana
Esta ciudad, recibiría de César un estatuto privilegiado después de la batalla de Munda (45 a. C.), por su apoyo al bando de César, al igual que Iliturgi, Isturgi y Obulco. Arjona fue uno de los primeros municipio que alcanzaron plenitud de ciudadanía romana como Municipium Albium Urgabonense. Se han encontrado importantes restos epigráficos que demuestran la importancia de la ciudad en época altoimperial, unido a la probable existencia de templos dedicados a Augusto y a Plotina, esposa de Trajano. Plinio el Viejo atestigua para Urgabo entre sus privilegios como municipio celebérrimo. Helvia Paulina madre de Lucio Séneca nació aquí. Parece que hubo un templo levantando a César Augusto en el lugar de la actual iglesia de Santa María, otro dedicado a Plotina, la esposa del emperador Trajano, en el lugar del actual San Martín, así como al dios Baco Augusto en el de San Juan Bautista. La llegada de los romanos se produjo a una Urgabo ya fortificada y sobre sus restos edificaron nuevas defensas.
La expansión del cristianismo por todo el imperio a partir del siglo I, fue considerado por algunos emperadores como peligroso. Los oficiales romanos, Bonoso y Maximiano, hermanos naturales de Iliturgi, permanecieron obedientes al Emperador de Roma, hasta que uno de sus delegados, Daciano les exigió que abrazaran el paganismo. Bonoso tenía 20 años y su hermano 18. Ambos aceptaron el martirio. Daciano les hizo decapitar, después de someterlos a tormento, en el mismo lugar donde ahora se levanta la Ermita. Esto ocurrió el 21 de agosto del año 308. Con ellos sufrieron martirio otros muchos cristianos anónimos, cuyos cuerpos fueron sepultados en el mismo cerro del Alcázar.

### Época visigoda
Con la caída del imperio en el siglo V, pasaron por Arjona, los godos, suevos y vándalos en una época de luchas por el poder en la que los jerarcas apenas duraban unos años, hasta que por fin, con la llegada de Sisebuto, la cual trajo una época próspera y beneficiosa para la cultura y bajo el manto de la religión católica. Documentos, varias lápidas sepulcrales, capiteles, algunas monedas o los cimientos de un templo visigodo en la plaza de Santa María, nos muestran de modo generoso vestigios del paso de los distintos pueblos godos por estas tierras. En el año 612 un legado del Rey godo Sisebuto procede a hacer públicas algunas provisiones que regulan la convivencia entre judíos y cristianos en Arjona. En esa época se dictaron unas leyes con el fin de limitar el poderío y auge que estaban adquiriendo los judíos, cada vez más numerosos en toda Andalucía y por consiguiente en Arjona.

### Época musulmana
La derrota de los visigodos en la batalla de Guadalete, 711, supuso la llegada de los árabes. En época islámica se identifica con Qal´at Aryuna, en la que se asentó el linaje de Banu Bayila tras la conquista. La ciudad participó en las luchas finales del Emirato, momento en el que se reforzaron sus murallas. La entrada de los musulmanes es pacífica. Transforman, en la parte noble de la ciudad, el templo en mezquita y se construye a su pie un aljibe. Las bóvedas de éste, levantadas sobre dos pedestales de alabastro de estatuas romanas, con epígrafes perfectamente legibles -uno de ellos fechado el año 21 a. C. y el otro sin fecha inscrita-, cubren un volumen de 210 m cúbicos sobre una base rectangular de 12x5 m. Urgavo es llamada por los conquistadores árabes Qal'at Aryuna en árabe. Caído el califato de Córdoba, la ciudad participó en las luchas intestinas del periodo de taifas. En Aryuna nació, en 1194, Mohamed ibn Yusuf ibn Nâzar (o Nasr), conocido por el nombre Alhamar (el Rojo), futuro primer rey nazarí de Granada. Nació en el Alcázar, donde hoy se levanta el hospital de San Miguel, conocido desde antiguo como la Casa del Rey. Conserva las ruinas de un castillo medieval.
Al-hamar se pone al frente del ejército de su tío Yahía ibn Nasar, conquistando Arjona, Basta (Baza), Guadix y Djayyan (Jaén), proclamándose rey en esta última ciudad. Después de la Batalla de las Navas de Tolosa la desintegración almohade surgió el tercer periodo de taifas, destacando Murcia, Valencia y Niebla. Entre 1225 y 1228 pasan a poder cristiano Andújar, Baeza, Martos, Iznatiraf etc. Arjona es tierra fronteriza. Al-hamar obtiene éxitos en sus razzias al territorio cristiano, lo que le proporciona fama y partidarios, siendo nombrado alcaide de Arjona. Casó con su prima Aixa, con quien tuvo cuatro hijos: Mohammad, Farach, Yusuf y Fátima. Se convierte en rey de la mitad de las actuales provincias de Jaén y Granada. Valiéndose del prestigio adquirido con sus hazañas guerreras en el transcurso de las luchas fronterizas, y apoyado por los miembros de su familia, los Banu Nasr o Banu l-Ahmar, y por sus parientes los Banu Asqilula, Muhammad extendió su autoridad a Jaén y Porcuna.

### Reconquista
En 1244 Nuño González sitia Arjona. El propio Fernando III, se establece con sus tropas. Las autoridades musulmanas, con el fin de evitar derramamiento de sangre, pactan la rendición y entregan la ciudad sin resistencia a la condición de que sus habitantes pudiesen marchar con los ajuares que pudieran llevarse a tierras no cristianas. En 1247, el Rey Santo Fernando III, para salvaguardar Arjona, como frontera, de los moros, repartió tierras y propiedades a sus colaboradores en la reconquista, formando así un nuevo linaje proveniente de otros lugares y reinos, cuyos apellidos, en bastantes ocasiones, perduran hasta hoy entre sus habitantes. Arjona pasa a ser población de realengo, con representación en Cortes, dando de ella casas y heredamientos a sus caballeros.
En 1284, el rey don Sancho ratifica y amplía los beneficios y privilegios otorgados anteriormente concediéndole el título de Villa y el Fuero de Toledo. Si bien otros reyes acrecentaron sus privilegios, Juan II la dio, con título de Ducado, al Condestable Ruy López Dávalos, al que sucedió Don Fadrique de Castro, y a éste Don Fadrique de Aragón, quien la vendió a Don Alvaro de Luna en 1433, que la cambió al siguiente año con el Maestre de Calatrava Don Luis González de Guzmán por la villa de Maqueda y el Castillo y Aldea de San Silvestre- Así pasó a pertenecer a la Orden de Calatrava hasta que los Reyes Católicos se hacen con las órdenes de caballería.
La implicación de Arjona en la guerra civil entre el Rey Juan II y el infante Don Enrique (futuro Enrique IV) explica las sucesivas reparaciones de las defensas de Arjona entre 1450 y 1456. Mientras el Castillo era responsabilidad y residencia de los Calatravos, señores del lugar, el resto de la alcazaba pertenecía al concejo de la población.

### Edad Moderna y Contemporánea
En 1628 se descubrieron restos de los mártires romanos Bonoso Y Maximiano, exhumados con gran ritual por el obispo de Jaén, Baltasar Moscoso y Sandoval y se construyó el Santuario dedicado a los mártires. Parte de estos restos pueden verse hoy en la capilla de los Mártires.
Miguel de Cervantes visitó el pueblo en su calidad de recaudador de impuestos para la corona.
Iniciada la revuelta popular contra los franceses en 1808, los lanceros de Farnesio, en el Cerro de la Matanza, hacen retroceder al ejército francés, anticipándosele así a la derrota de estos en Bailén.
En 1869 Arjona celebra con grandes fiestas el nombramiento como Regente de España del general Serrano, estrechamente vinculado con la ciudad.
Otra Regente, Mª Cristina de Habsburgo, le otorga el Título de la Ciudad y a su Ayuntamiento el tratamiento de Excelentísimo el 17 de noviembre de 1891.
En 1900 tenía una población de 7041 habitantes.

## Geografía

### Situación
El término municipal de Arjona está situado en el noroeste de la provincia de Jaén, a 44 km de la capital provincial. Está dentro de la campiña de Jaén. Limita con los siguientes términos municipales: Marmolejo, Andujar, Arjonilla, Lahiguera, Lopera, Torredelcampo, Porcuna, Torredonjimeno y Escañuela.

### Clima
El clima es de tipo mediterráneo poco lluvioso, de inviernos no muy fríos y veranos calurosos. En Arjona, los veranos son cortos, cálidos, áridos y mayormente despejados y los inviernos son fríos y parcialmente nublados. Durante el transcurso del año, la temperatura generalmente varía de 2 °C a 36 °C y rara vez baja a menos de -3 °C o sube a más de 40 °C. Las precipitaciones son de cerca de 350 mm al año de media.
| Mes                           | Media | Ene  | Feb  | Mar  | Abr  | May  | Jun  | Jul  | Ago  | Sep  | Oct  | Nov  | Dic  |
| ----------------------------- | ----- | ---- | ---- | ---- | ---- | ---- | ---- | ---- | ---- | ---- | ---- | ---- | ---- |
| Temperatura máxima media (°C) | 24,6  | 14,7 | 16,8 | 20,6 | 22,2 | 26,2 | 31,5 | 36,2 | 35,8 | 31,7 | 25,1 | 18,8 | 15,4 |
| Temperatura mínima media (°C) | 10,7  | 3,6  | 4,8  | 6,5  | 8,6  | 11,7 | 15,6 | 18,1 | 18,5 | 16,4 | 12,2 | 7,6  | 5,3  |
| Temperatura media (°C)        | 17,7  | 9,3  | 10,8 | 13,6 | 15,5 | 19,2 | 23,6 | 27,3 | 27,4 | 24,1 | 18,6 | 13,3 | 10,2 |
| Lluvias (mm)                  | 28,9  | 38,1 | 33,8 | 30,5 | 33,2 | 25,2 | 10,3 | 3,0  | 4,0  | 18,6 | 48,1 | 52,7 | 49,8 |
|                               |       |      |      |      |      |      |      |      |      |      |      |      |      |

## Demografía
Cuenta con una población de 5376 habitantes (INE 2024).
| Gráfica de evolución demográfica de Arjona entre 1842 y 2021                                                        |
| |
| Población de derecho según los censos de población del INE Población de hecho según los censos de población del INE |

## Economía
Su economía descansa en la actividad agrícola, mayormente en todo lo relacionado con la producción de aceite de oliva, la llamada industria oleícola. También son importantes la industria del mueble y la repostería de larga tradición.

### Evolución de la deuda viva municipal
El concepto de deuda viva contempla sólo las deudas con cajas y bancos relativas a créditos financieros, valores de renta fija y préstamos o créditos transferidos a terceros, excluyéndose, por tanto, la deuda comercial	
| Gráfica de evolución de deuda viva del Ayuntamiento de Arjona entre 2008 y 2024                   |
|                                                                                                   |
| Deuda viva del Ayuntamiento de Arjona, en miles de euros, según datos del Ministerio de Hacienda. |

## Administración y política

### Elecciones municipales
| Elecciones municipales desde 1979                      |      |      |      |      |      |      |      |      |      |      |      |      |
|                                                        | 1979 | 1983 | 1987 | 1991 | 1995 | 1999 | 2003 | 2007 | 2011 | 2015 | 2019 | 2023 |
| PSOE                                                   | 8    | 8    | 8    | 9    | 9    | 10   | 9    | 8    | 7    | 10   | 10   | 9    |
| AP/PP                                                  | -    | 5    | 4    | 4    | 3    | 3    | 3    | 3    | 4    | 2    | 2    | 4    |
| C's                                                    | -    | -    | -    | -    | -    | -    | -    | -    | -    | -    | 1    | 0    |
| PCE/IU                                                 | 0    | -    | 0    | -    | 1    | 0    | 1    | 1    | 2    | 1    | 0    | -    |
| UCD/CDS                                                | 5    | -    | 1    | -    | -    | -    | -    | -    | -    | -    | -    | -    |
| IA                                                     | -    | -    | 0    | -    | -    | -    | -    | -    | -    | -    | -    | -    |
| PA/PSA                                                 | -    | -    | -    | -    | -    | -    | -    | 1    | 0    | -    | -    | -    |
| En negrilla el partido más votado                      |      |      |      |      |      |      |      |      |      |      |      |      |
| Fuente: Datos de las elecciones municipales desde 1979 |      |      |      |      |      |      |      |      |      |      |      |      |

| Elecciones municipales del 28 de mayo de 2023 |       |         |            |
| Partido                                       | Votos | %       | Concejales |
| Partido Socialista Obrero Español             | 2126  | 66,94 % | 9          |
| Partido Popular                               | 937   | 29,50 % | 4          |
| Ciudadanos                                    | 113   | 3,56 %  | 0          |

### Alcaldes desde 1979
| Periodo   | Nombre                                                      | Partido |
| --------- | ----------------------------------------------------------- | ------- |
| 1979-1983 | Antonio Ruiz Sánchez                                        | PSOE    |
| 1983-1987 | José Herrera Ruiz                                           | PSOE    |
| 1987-1991 | José Díaz Barrios                                           | PSOE    |
| 1991-1995 | José Latorre Palomo                                         | PSOE    |
| 1995-1999 | Antonio Javier Sánchez Camacho                              | PSOE    |
| 1999-2003 | Antonio Javier Sánchez Camacho 2000: Carmen Álvarez Arazola | PSOE    |
| 2003-2007 | Carmen Álvarez Arazola                                      | PSOE    |
| 2007-2011 | José Puentes Serrano                                        | PSOE    |
| 2011-2015 | Juan Latorre Ruiz                                           | PSOE    |
| 2015-2019 | Juan Latorre Ruiz                                           | PSOE    |
| 2019-2023 | Juan Latorre Ruiz                                           | PSOE    |
| 2023-act. | Juan Latorre Ruiz                                           | PSOE    |

## Patrimonio histórico

### Civil
- Cripta del Barón de Velasco

Construida por encargo de Fernando Ruano y Prieto, quien por entonces ostentaba la Baronía de Velasco y el Marquesado de Liédena, y destinada a panteón familiar, bajo la capilla patronal de su misma familia en el templo parroquial de San Juan (1920-30). Con la intervención del arquitecto Antonio Flórez Urdapilleta y el proyecto original del maestro Giovanni, marmolista italiano, se ejecutó esta cripta de pequeñas dimensiones, decorada con teselas doradas de estilo bizantino. El ábside está presidido por un pantocrátor, rodeado por cuatro querubines. Tres estatuas colosales que representan a las Virtudes Teologales, esculpidas en mármol de Carrara por José Capuz, facilitan mediante un mecanismo de desplazamiento el acceso a tres filas de tres nichos mortuorios, a cuyos lados figuran unos bajorrelieves en mármol. Se accede a su interior por unas escaleras de mármol, con zócalo de molduras clásicas
- Casa consistorial

Del siglo XIX. Antiguo Hospital de San Miguel. Se reforma en 1927 con la incorporación de diversas estancias de la casa-palacio del Barón de Velasco (sala neomudéjar de la Antigua Alcaldía, original Salón de Plenos) así como numerosos elementos decorativos (azulejería, herrajes…). En su interior se pueden observar restos arqueológicos de importancia como el original escudo de la ciudad, la estela funeraria de Al-Gafequi, una excelente muestra de obras de pintores arjoneros, entre los que destaca Manuel Ramírez Ibáñez, un mosaico con tema religioso, unos frisos neoclásicos de gran calidad – procedentes de casas de la oligarquía rural - y la enigmática “Lápida Templaria”. Un Archivo Municipal alberga documentos de extraordinaria importancia en la historia local.
- Aljibe almohade

Este aljibe de la antigua fortaleza árabe constituye la edificación más antigua de la ciudad conservada.
De planta rectangular, está dividido en tres naves cubiertas con bóveda de cañón de ladrillo, basadas sobre dos pedestales de alabastro de estatuas romanas pertenecientes al templo allí mismo erigido en honor de César Augusto.

### Religioso
- Iglesia de Santa María

Templo de estilo isabelino (siglo XVI), con una sola nave y crucero de brazos cortos, que integra dos capillas laterales en el tramo elevado que va del crucero al ábside. Emplazado sobre lugar sacro desde la Antigüedad (restos romanos, visigodos y musulmanes lo atestiguan) incorpora en la puerta sur un escudo del obispo Francisco Delgado (1566-1576) y una fecha 1576. Es singular la imagen hierática de la cabeza que figura en la clave de la puerta occidental. Como parroquia mayor de la ciudad perduró hasta que en 1843, con la desamortización de Mendizábal, dejó de ser parroquia para quedar como Santuario de los Patronos, San Bonoso y San Maximiano.
- Iglesia del Carmen

Erigida en 1898 bajo el mecenazgo de Isidoro Pérez de Herrasti, conde de Antillón. De estilo historicista, con planta tardogótica en su única nave central, neobarroca en su portada de piedra con azulejo de Aldehuela para la imagen de su titular bajo frontón curvo. El presbiterio, muy elevado y con ábside aparentemente poligonal, acoge en su retablo central una magnífica imagen de la Virgen del Carmen, obra de Navas Parejo. Destaca su torre neomudéjar, esbelta y elegante, que recoge en planta cuadrada el modelo de la de Santa Ana en Granada, con mampostería de ladrillo, adornando sus vanos con albanegas de azulejería, y chapitel con idénticos elementos decorativos. Emplazada junto al antiguo convento de las Hermanas de Cruz (1895) y Colegio de San José, para niñas, regentado por monjas de la misma Congregación
- Iglesia y Torre de San Martín

Antiguo templo parroquial castrense de la ciudad. En él se celebraban todos los actos religiosos del Concejo y en su atrio tenían lugar los Cabildos abiertos municipales. El día de San Juan Bautista (24 de junio) se oficiaban todos los años los juramentos de los Alcaldes y Oficiales que habían sido elegidos por sorteo el día de San Bartolomé (11 de junio) entre los “Caballeros Contiosos”, incluidos en las listas de Hijosdalgo. La tradición sitúa en la Capilla del Sagrario el lugar donde oyó misa y comulgó Santa Teresa de Jesús (venerada como Patrona de la Villa en el siglo XVII), que pernoctó en la ciudad, de paso para sus Fundaciones en Andalucía. De su primitiva fábrica, de estilo gótico, tan solo permanece su esbelta torre de campanario, neoclásica rectangular, con tres campanas y esquiloncillo. Levantada en el siglo XVI bajo la dirección del maestro cantero Francisco Fernández Regil. En ella figura el escudo del obispo Francisco Delgado (1566-1576).
- Santuario de los Santos y de las Sagradas Reliquias

Erigido en el alcázar romano entre la torre de los Santos y la del Rastrillo y proyectado por Juan de Aranda Salazar consta de dos plantas comunicadas interiormente (1635-1644). Estilo renacentista. En su planta inferior se veneraban las Sagradas Reliquias de San Bonoso y San Maximiano en un artístico retablo de yesería policromada (1672), con clara influencia colonial. En el frontón de su portada figura el escudo del cardenal Moscoso Sandoval, gran impulsor de la excavación (1628-29) llevada junto a sus muros, origen de la Invención de las Reliquias que da nombre al recinto sagrado. En su planta superior, en retablo renacentista de Juan Abad, se veneraban hasta 1836 las imágenes de los Santos Bonoso y Maximiano, votados patronos de la ciudad desde 1628. Actualmente es sede del Museo de los Santos.
- Iglesia de San Juan Bautista

Su planta neogótica, modificada de la original (siglo XVI), de tres naves, presenta en su presbiterio elevado en el retablo principal la imagen de Nuestra Señora de los Dolores, copatrona de la ciudad, obra de Navas Parejo y rematando su ático en hornacina superior la imagen del titular, atribuida a José Risueño. Francisco Palma Burgos dejó su impronta en varios retablos, pinturas y la imagen de Nuestro Padre Jesús Nazareno. En sus retablos destaca una importante imaginería entre las que sobresalen el San Antonio (originariamente San Juan de Dios, de Pedro de Mena, a quien Navas Parejo añade un Niño Jesús) y el Cristo de la Expiración, de Enrique Pariente Sanchis escultor valenciano,y José Garces realizó el altar de las Ánimas y el retablo neogótico de la Capilla de la Virgen de Fátima. De gran riqueza es el Sagrario, realizado con las donaciones de los feligreses en la rehabilitación del templo en el año 1956, instalado en capilla decorada con un gran lienzo copia de la Exaltación de la Eucaristía de Rafael. La portada plateresca, actualmente reformada así como la torre isabelina, supone el primer vestigio renacentista de la ciudad.

## Fiestas

### Semana Santa
Viernes de Dolores: Fiesta en honor de la Virgen de los Dolores, copatrona de la ciudad.

### Fiestas de los Santos Patronos: San Bonoso y San Maximiano
Son las fiestas más importantes de las celebradas en Arjona a lo largo del año. Se realizan en honor de los patronos del municipio, San Bonoso y San Maximiano, los santos de Arjona, cedidos por la localidad vecina de Andújar en el año 1629, ya que el municipio carecía hasta entonces de iconos religiosos. De ahí el curioso nombre de «Fiestasantos», con que se conocen estos días festivos. Son jornadas en que los diversos actos religiosos, deportivos, lúdicos y culturales se suceden casi ininterrumpidamente, del 11 al 24 de agosto. El día más importante es el 21, en que tiene lugar la procesión de las imágenes y las reliquias de los santos. A lo largo de esta semana, tienen lugar distintas tradiciones que se mantienen vivas desde sus orígenes legendarios tales como:
- El repique de la Campanica del Turrón, cada mañana (de 11:30 a 12:00 horas) desde el inicio de las fiestas hasta que acaban, seguida del gran repique de las campanas de las demás Parroquias y disparo de cohetes.
- Traslado de las Sagradas Reliquias (11 de agosto) a la iglesia de Santa María, donde están ubicados los santos.
- Los Pesos, para recolectar donativos pesando a personas en una romana, quienes entregan el equivalente en trigo o su valor en dinero, y echar las Banderas, cubriendo con las banderas de los Santos, acompañado con el himno de los Santos, a los presentes en las calles de Arjona.
- La Procesión de la Luminaria (19 de agosto): niños y niñas procesionan con faroles fabricados a partir de un melón, en recuerdo de las luces que en 1628 señalaron dónde se encontraban los restos de los mártires.
- La Quema de Daciano (19 de agosto), delegado de Roma en Urgavo que martirizó a los Santos sometiéndolos a cruenta tortura y posterior decapitación. Por ello se quema a un muñeco vestido de romano en el lugar del martirio, lo que se conoce como el Cementerio de los Santos, junto a la Plaza de Santa María.
- Día más importante del año en Arjona (21 de agosto) los santos junto a sus reliquias pasan por las calles más importantes hasta subir por unas escaleras ("escalericas") para llegar a la iglesia de Santa María, que después de varias entradas y salidas se encierran los santos. Tras ello, fuegos artificiales y el llamado “toro fuego” en el paseo.
- Último traslado de las Sagradas Reliquias a su lugar de origen (22 de agosto).

### Feria Real
La antigua feria ganadera que se celebraba desde el siglo XVIII se ha convertido en una fiesta sin precedentes y es la única fiesta "arjonera" que no se desarrolla en torno a una figura religiosa. Su fecha varía en torno al 15 de septiembre, celebrándose en el fin de semana más cercano a esta fecha, de jueves a domingo. Como ocurre desde sus orígenes, se mantiene la vertiente ganadera de esta celebración, en la que se realiza exposición y venta de ganado, sobre todo equino en la actualidad. Pero, además, y como en toda feria andaluza, los vecinos disfrutan de cuatro días en los que el cante, el baile y la gastronomía son el centro del festejo.

### Fiestas de San Isidro
En honor al Patrón de los agricultores, se organiza un desfile de carrozas con aperos de labranza y caballistas ataviados con trajes flamencos para acompañar al santo durante la procesión de su imagen que finaliza con la bendición de los campos en el Paseo Nuevo. La verbena popular, en la que el Ayuntamiento invita a los asistentes al típico canto (pan con aceite de oliva, habas y bacalao), marca el final de la fiesta

### Verbenas
- Barrio del Llano, se celebra el sábado asociado a la festividad de la Virgen de Gracia.
- Barrio del Carmen, se celebra el 16 de julio.
- Barrio de San Juan, se celebra el 24 de junio.

## Música
La Asociación Lira Urgavonense fundada en 1991 es actualmente, una asociación que apoya a la banda musical Lira Urgavonense de Arjona (Jaén). Está formada por los mismos músicos y aficionados a la banda. La presencia de la Asociación Lira Urgavonense es de ámbito local/provincial. Cuenta con un local donde ensayan sus músicos las diferentes obras y actuaciones que representarán por la geografía española. Además, disponen de una escuela de música donde se imparten clases de solfeo, distintos tipos de instrumentos y a niños de una temprana edad para iniciarlos en el mundo de la música. Cabe destacar el Premio Provincial de Artes Escénicas y difusión de la Cultura concedido por la Diputación Provincial de Jaén a la Asociación Musical Lira Urgavonense y a la obra De Arjona a la Alhambra; Alhamar y Fernando.

## Gastronomía
- Migas
- Pipirrana
- Hornazo
- Bizcochos de los santos
- Pan con tomate
- Gachas
- Gazpacho

## Deporte
El equipo de fútbol local se llama Urgavona CF el cual está en Primera Andaluza. También están las escuelas municipales y la A.D. Pub Nono's Fútbol Femenino consolidada como la mejor de la provincia de Jaén y una de las destacadas de Andalucía por estar en la División de plata. Por último está el Arjona fútbol sala, que juega en la liga provincial de Jaén y la A.D Baloncesto femenino, que cuenta con la copa provincial como subcampeonas y un equipo de baloncesto masculino.

## Hermanamientos
- Santa María Palautordera (España)